# Chun Yen Chang
 (novembre 2020).
Chang Chun-Yen, né le 29 septembre 1967, est un spécialiste taïwanais de l'enseignement scientifique. 
Actuellement[Quand ?] professeur à l'École Normale Nationale de Taïwan (NTNU), il est également directeur du Centre d' Enseignement Scientifique (NTNU), professeur associé à l'Institut de Hautes Études d'Enseignement Scientifique et du Département des sciences de la Terre (NTNU).
De août 2013 à février 2014, il est intervenu à l'Université Paris-VIII dans le cadre d’un séjour de recherche de 6 mois, financé par le Conseil National des Sciences (NSC) et dans le contexte d'un programme de court séjour de recherche à l'étranger. Les programmes de recherche court séjour visent à explorer l'utilisabilité et la faisabilité des technologies éducatives innovantes mises en œuvre dans les classes de science.
Durant ces deux dernières années, il a également été professeur-invité à l'Institut Pédagogique de Hong Kong et à Université Paris-VIII.

## Biographie
Chang, avec le Professeur Ting-Kuang Yeh, et d'autres chercheurs, ont publié un article de recherche sur la COMT dans Brain & Cognition. Étude pionnière à Taïwan, cette recherche est également la première dans le monde à analyser et explorer la relation entre les gènes des élèves et leurs résultats d'apprentissage.Peu après la publication de cette étude, un autre rapport a été publié en ligne dans le New Scientist et suivi d'un reportage détaillé dans le New York Times (Magazine de février 2013).